# Tom Hood

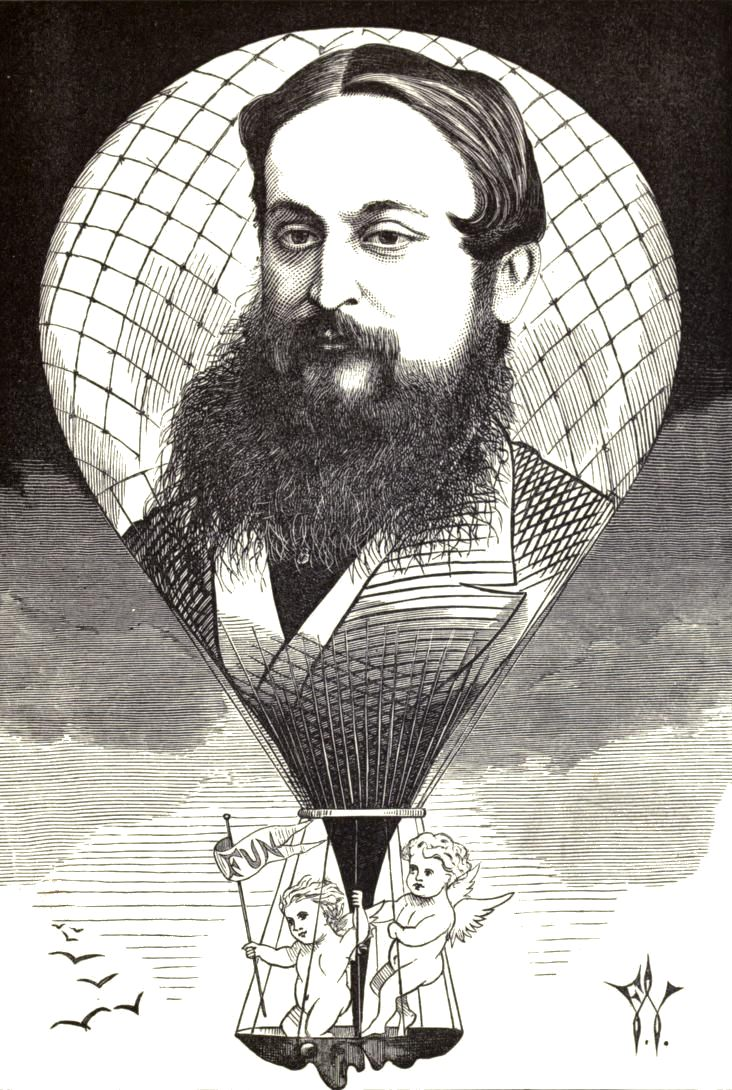
Tom Hood, Karikatur von Frederick Waddy

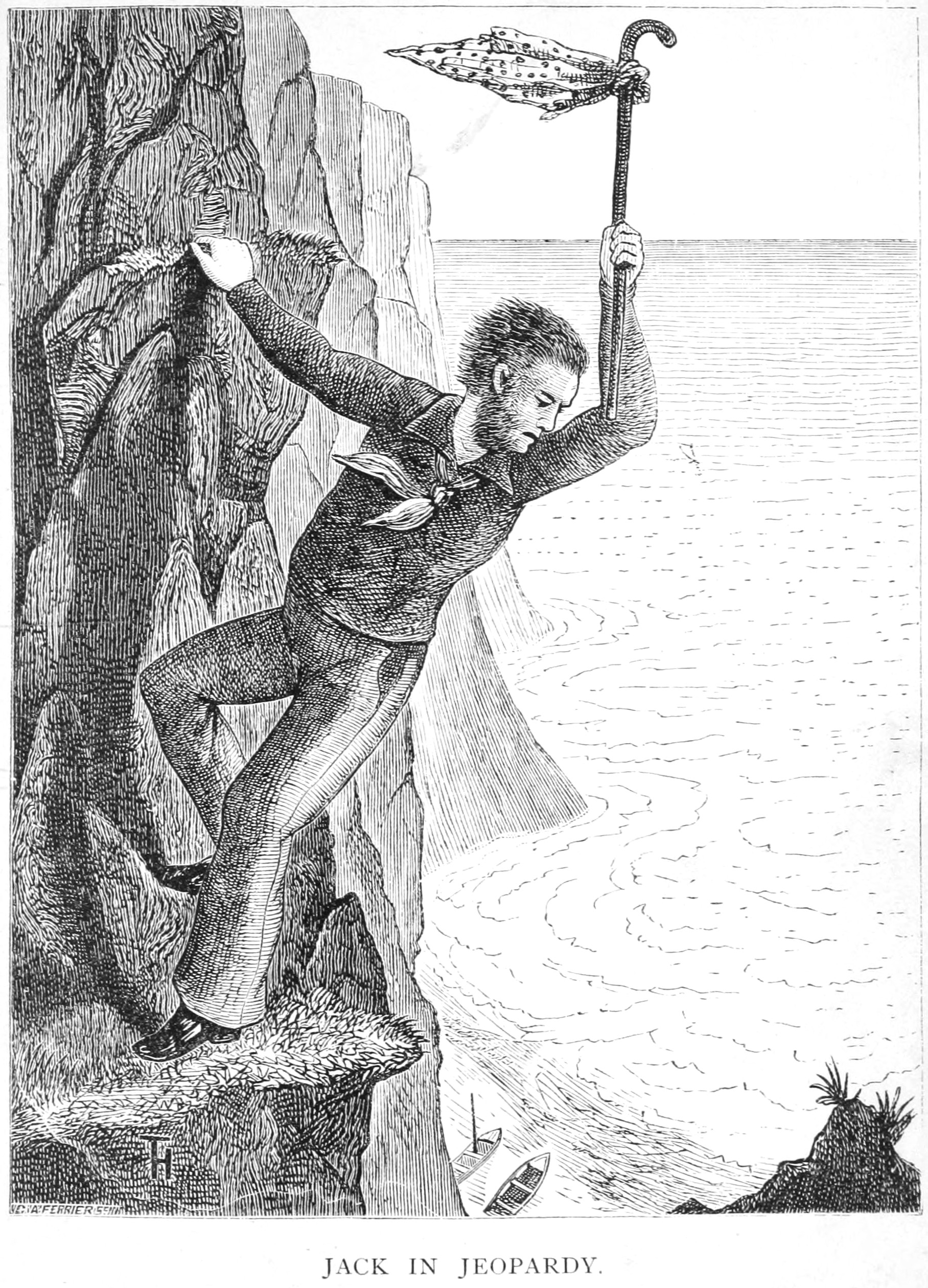
Illustration von Tom Hood, gestochen von Charles A. Ferrier

Thomas Hood (* 19. Januar 1835 in Lake House, Leytonstone, London Borough of Waltham Forest; † 20. November 1874) war ein englischer Humorist und Illustrator.
Tom Hood, Sohn von Thomas Hood, studierte seit 1853 in Oxford und begann dort mit Erfolg seine dichterische Laufbahn mit Pen and pencil pictures (1856).
Gleiches Glück machte seine zweite Gedichtsammlung Quips and cranks (1861), der zahlreiche Werke nachfolgten. Anzuführen sind:
- The daughters of King Daher (1861)
- Loves of Tom Tucker  (1862)
- A disputed inheritance, Roman (1863)
- Vere Vereker's vengeance (1864)
- Jingles and jokes for the little folks (1865)
- Captain Master's children, Novelle (1865)
- Golden beart (1867)
- The lost link, Roman (1868)
- Upside down (1868)
- Money's Worth, Novelle (1870)
- Tetsetilla's posy, a fairy tale (1870)
- Love and valour (1871)
- The pleasant tale of Puss and Robin, and their Friends, Kitty and Bob. Told in pictures by L. Frölich, and in rhyme by T. H. (mit Illustrationen von Lorenz Frølich, 1871)
- The book of modern English anecdotes (1873) u. a.

Seit 1865 leitete Hood die Herausgabe des Fun.